# Tras la huella
Tras la huella salió al aire en sustitución del mítico Día y Noche, después de que se produjeran una serie de policiacos que solían tratar un solo caso a lo largo de una temporada y que no lograron tener una identidad propia, puesto que el público los seguía identificando como una continuidad de Día y Noche.

## Argumento
En la serie se resuelve un caso durante cada capítulo por un equipo de la Policía Nacional Revolucionaria (PNR) o del Departamento Técnico Investigativo (DTI) actualmente Policía Técnica Investigativa (PTI), que constituyen de esta manera dos grupos de actores que se alternan en la serie. A diferencia de los últimos policiacos que se venían produciendo en Cuba todos los casos son basados en hechos reales, mostrándose algunos que causaron un verdadero impacto en la población cubana en el momento en que ocurrieron como el caso Tarará. Cada capítulo dura entre 48 minutos y una hora y es uno de los programas que mayor aceptación tiene por el público cubano seguido por vivir del cuento.
Tras la huella se exhibe los domingos en el espacio del policiaco de Cubavisión, aunque su transmisión no es estable. Durante el tiempo en que la serie no se exhibe el espacio es ocupado por un policiaco de producción extranjera,casi siempre CSI, aunque el objetivo de la Televisión Cubana es mantener un poliaco de producción nacional en ese espacio, debido a las dificultades económicas no ha sido posible por lo que las temporadas de Tras la huella son reservadas sobre todo para el verano y en fechas conmemorativas se suelen también exhibir capítulos especiales.
En la actualidad ya no cuenta con Jorge Alí pues el actor salió del país pero la serie sigue teniendo buena acogida en la teleaudiencia cubana.

## Personajes
En 2020 la serie se emite con los siguientes personajes:
Tte. Coronel Fernando: Interpretado por Roberto Perdomo
Mayor Silvio: Omar Alí
Mayor Lucía: Maikel Amelia Reyes
1.er Tte. Mabel: Mirian Alameda
1.er Tte. Isabel: Giselle González

## Elenco antiguo
Jorge Alí
Blanca Rosa Blanco
Yamil Haled
Alberto Pujols
Omar Alí